# Janowiec (Łódź)
Pour les articles homonymes, voir Janowiec.
Janowiec est une localité polonaise de la gmina de Biała, située dans le powiat de Wieluń en voïvodie de Łódź.